# Friedrich Wilhelm von Bergholz

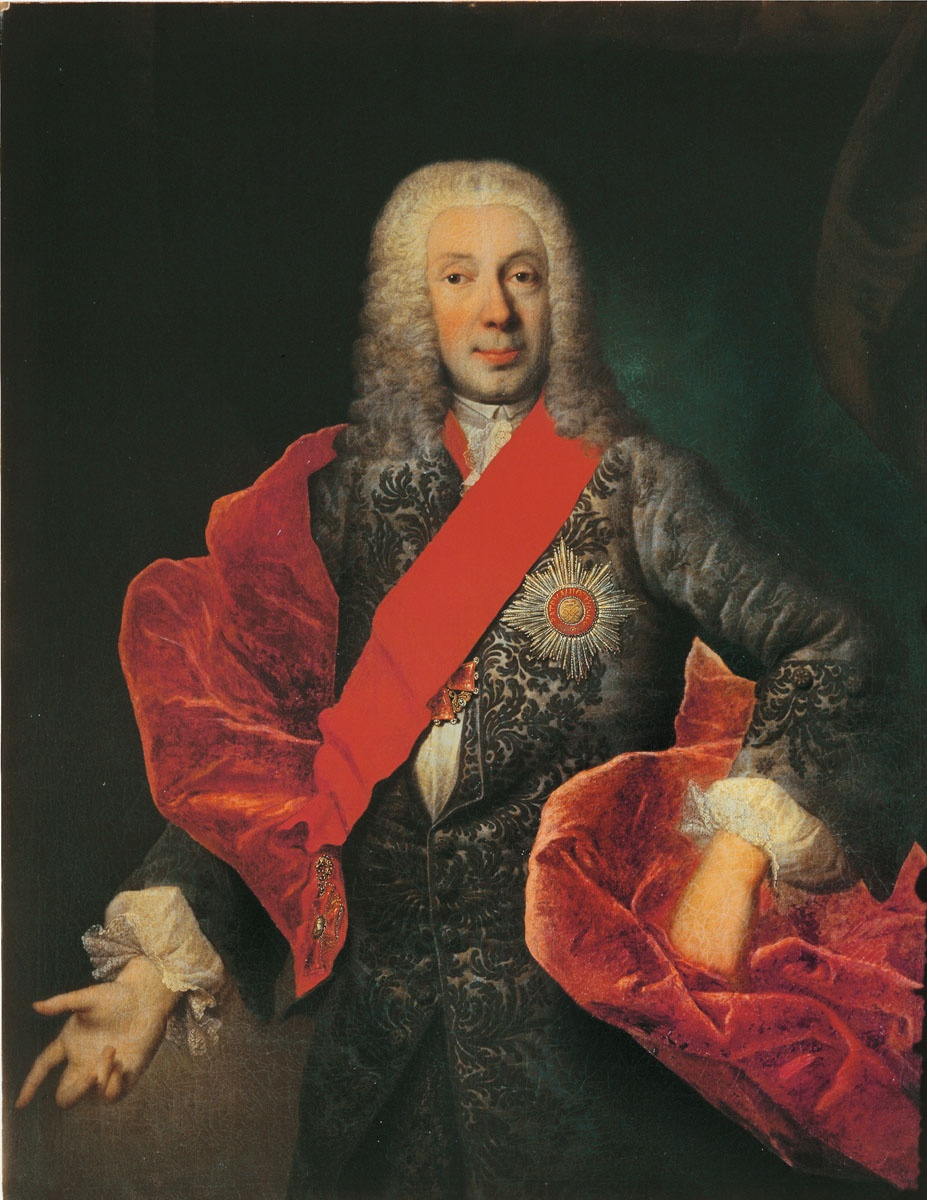
Georg Christoph Grooth: Friedrich Wilhelm von Bergholz (1742)

Friedrich Wilhelm von Bergholz (* 1699 in Holstein; † 1765 oder 1771 in Wismar) war ein holsteinischer Kammerjunker, der von 1739 bis 1746 Kammerherr des späteren russischen Zaren Peter III. war.

## Leben
Friedrich Wilhelm von Bergholz war Sohn des holsteinischen Offiziers Wilhelm Bergholtz, der 1709 als Generalmajor in russische Dienste getreten war, so dass er bereits einen Teil seiner Kindheit in Russland verbracht hatte. Er trat als Kammerjunker 1717 in den Dienst des Herzogtums Schleswig-Holstein-Gottorf.
Im April 1721 erhielt er nach eigener Darstellung in Paris durch den Rat von Clausenheim aus Hamburg den Befehl des Herzogs Carl Friedrich von Holstein-Gottorf übermittelt, diesem über Riga nach Russland zu folgen. Carl Friedrich hatte 1720 durch den Frieden von Frederiksborg, der den Großen Nordischen Krieg zwischen Dänemark und Schweden beendete, seine herzoglichen Gebiete in Schleswig verloren und war nur noch Herzog des kaiserlichen Lehens Holstein-Gottorf, so dass er seine Residenz von Gottorf in das Kieler Schloss verlegt hatte. Der damalige Geheimratspräsident von Holstein-Gottorf Henning Friedrich von Bassewitz bemühte sich, den jungen Carl Friedrich mit einer der Zarentöchter zu verheiraten, damit der Herzog zum einen mit Hilfe des Zaren Schleswig von Dänemark zurückgewinnen könnte sowie Unterstützung zur Erlangung des schwedischen Thrones bekäme. Dies gelang, als im November 1724 ein Vertrag über die Ehe zwischen Anna Petrowna, Tochter Peters I. geschlossen wurde. Der Kammerjunker Bergholz begleitet diese Zeit der Eheanbahnung in Russland bis 1725 in seinem ausführlichen Tagebuch, wo er als holsteinischer Hofbeamter bis 1727 blieb.
Nach dem Tode von Herzog Carl Friedrich kehrte er 1742 als Oberkammerherr von Herzog Karl Peter Ulrich als russischem Thronfolger noch einmal nach Russland zurück und trat dann 1746 in den Ruhestand, den er im damals schwedischen Wismar verlebte. Aus dem Jahr 1756 ist eine an ihn gerichtete Schrift des Rektors der Großen Stadtschule in Wismar Johann Daniel Denso über das Erdbeben von Lissabon 1755 überliefert. Er starb 1765, nach neuerer Forschung möglicherweise auch erst 1771.

## Auszeichnungen
- Gottorfer Hausorden der Heiligen Anna
- Orden des Heiligen Alexander Newski

## Schriften
- Tagebuch 1721–1725, veröffentlicht bei Anton Friedrich Büsching in Magazin für die neue Historie und Geographie, Band 19, Halle 1785 (Digitalisat)